# Il visconte che mi amava
Il visconte che mi amava (The Viscount Who Loved Me) è un romanzo della scrittrice americana Julia Quinn pubblicato nel 2000. Si tratta del secondo romanzo della saga dei Bridgerton e ha ispirato la seconda stagione dell'omonima serie.

## Trama
Il libro è ambientato nel 1814 e segue la storia di Anthony Bridgerton, primogenito della famiglia Bridgerton. Il visconte, infatti, raggiunta l'età di 29 anni, decide che è arrivato il momento di trovare una compagna da sposare per poter portare avanti il cognome della propria famiglia. In occasione di un ballo, incontra Kate Sheffield e, anche se non avrebbe voluto, se ne innamora.

## Accoglienza
Il romanzo ha scalato le classifiche del New York Times.

## Edizioni
- Julia Quinn, Il visconte che mi amava, Arnoldo Mondadori Editore, 2020, ISBN 978-8804724285.